# Jacques Desoubrie

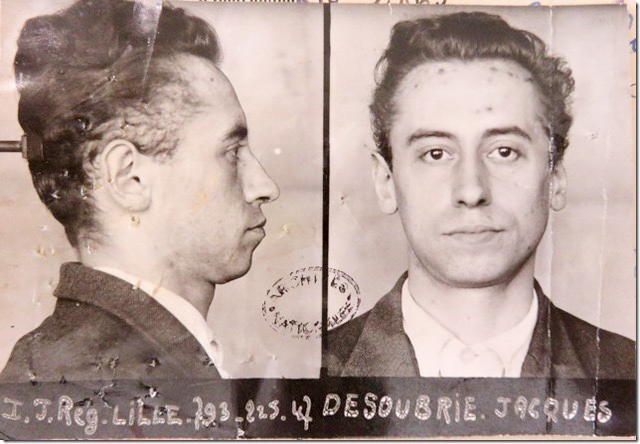
Jacques Desoubrie

Jacques Desoubrie (Lowingen, 22 oktober 1922 - Arcueil, 20 december 1949), ook gekend onder de aliassen Jean Masson, Jacques Leman en Pierre Boulain, was een Belgische collaborateur tijdens de Tweede Wereldoorlog. Hij leverde vele honderden personen over aan de nazi's en werd na hun nederlaag gefusilleerd.

## Leven
Desoubrie was de buitenechtelijke zoon van een Belgische dokter. Hij werd op jonge leeftijd verlaten door zijn moeder en groeide op bij zijn vader in Tourcoing, waarna hij rondzwierf van job naar job tot hij een vaste betrekking vond als elektricien.
Onder invloed van de nazipropaganda werd hij in 1941 V-Mann bij de Geheime Feldpolizei. Hij infiltreerde in de Franse verzetsbeweging La Vérité française. Door zijn toedoen (en die van Henri Devillers) werden een honderdtal  leden gearresteerd. In de volgende beweging waarin hij infiltreerde werden 50 leden gearresteerd.
Desoubrie infiltreerde in het netwerk dat de vluchtroute Comète beheerde. In mei 1943 werd Desoubrie gezien in het gezelschap van de beruchte Prosper Dezitter. Hij werd terzijde geschoven, maar keerde begin 1944 terug onder valse namen. In die periode werd het Brusselse netwerk van Comète bijna geheel ontmanteld. Verschillende piloten werden gearresteerd en opgesloten in Buchenwald. Via een gearresteerde vriendin kwam de Comète-agente Micheline Dumont uiteindelijk te weten dat Desoubrie de verrader was.
Na het einde van de oorlog vluchtte hij naar Duitsland. Hij werd verraden door een voormalige minnares en op 10 maart 1947 in Augsburg gearresteerd door de Amerikaanse bezettingstroepen. Hij werd opgesloten in het Fort van Montrouge, waar hij na berechting in juli 1949 ook werd geëxecuteerd, niet zonder een laatste Heil Hitler te hebben uitgebracht.
Er wordt geschat dat Desoubrie verantwoordelijk was voor 600 arrestaties. Andere bronnen schrijven de verklikking van een duizendtal personen op zijn conto, waaronder 168 piloten.